# Debeni
Debeni (Debení ) so naselje v Občini Gorenja vas - Poljane.